# Синелобая горная зарянка
Синелобая горная зарянка (лат. Cinclidium frontale) —  вид воробьинообразных птиц из семейства мухоловковых (Muscicapidae), выделяемый в монотипический род Cinclidium. Выделяют два подвида. Распространены в Азии.

## Распространение и места обитания
Выделяют два подвида:
- Cinclidium frontale frontale Blyth, 1842 – от Непала до Бутана
- Cinclidium frontale (Delacour & Jabouille, 1930) – от северо-востока Индии до юга Китая и севера Индокитая

Синелобая горная зарянка обитает в горных тропических лесах и высокогорных кустарниковых зарослях на высоте от 1850 до 2200 м над уровнем моря.